# Bieke Crucke
Beatrijs "Bea" Crucke, koosnaam Bieke, is een personage uit de televisiereeks F.C. De Kampioenen. Bieke werd gespeeld door An Swartenbroekx en is een van de oorspronkelijke personages.

## Personage
Bieke (eigenlijk Beatrijs, soms afgekort tot Bea) is de enige dochter van Pascale De Backer en Oscar Crucke. Vele jaren later komt ze te weten dat ze via haar vader één halfbroer, Ronald Decocq, heeft.
In reeks 2 verbleef ze enige tijd in Amerika bij een gastgezin. Ze keerde terug omdat ze last had van heimwee. Later bezocht ze haar vrienden daar nog eens. Een van haar vrienden (Little Marc) kwam ook al eens in België op bezoek.
Oorspronkelijk was ze een rebelse puber die de ene vriend na de andere had: Tony, Gino, Didier, Bob, Fernand, Alain. In reeks 4 kreeg ze een vaste relatie met Marc Vertongen en veranderde Bieke geleidelijk in een zelfzekere en ietwat betweterige vrouw. Ze trouwde met Marc in reeks 15 (volgens de aflevering "De Getuigen" op 5 maart 2005 en volgens de aflevering "Amen en uit" op 26 februari 2005). Ze gingen als huwelijksreis op cruise met het schip "Freedom of the Seas". De reis verliep echter niet volledig naar de zin van Bieke. Marc moest aan boord namelijk werken als presentator voor Nicole & Hugo.
Bieke werkte voor het tijdschrift Publi-Time, maar na een ruzie met Boma zorgde die er in reeks 11 voor dat ze ontslagen werd. Daarna werkte ze een lange tijd voor een reclamebureau als marketeer. In reeks 21 kreeg Bieke een job in de Verenigde Staten en besloot ze samen met Marc en Paulien te verhuizen. Na enkele weken ging het bedrijf waarvoor ze werkte echter failliet en keerden ze terug, waarop Bieke startte met een eigen evenementenbureau. Toen Fernand Costermans plots de loterij won, besloot hij zijn antiekzaak voor een prikje aan Marc en Bieke te verkopen, zodat ze een eigen stulpje konden bouwen. De antiekzaak werd afgebroken en heropgebouwd op een andere plaats in de buurt van het veld. Bieke is erg ambitieus en wil er alles aan doen om omhoog te klimmen op de carrièreladder. Dit brengt haar (en soms ook anderen) weleens in vervelende situaties.
Bieke is de meter van Billie Coppens.
Bieke wilde graag een kindje met Marc maar na een bezoek aan de dokter kwam ze te weten dat ze een voor zaadcellen onvriendelijke omgeving heeft en dat de zaadcellen van Marc te traag zijn. Een baby leek dus onwaarschijnlijk, maar niet onmogelijk. Bieke verplichtte Marc om enige tijd pompoenzaad te eten. Dit bevat veel zink en is goed voor de beweeglijkheid van de zaadcellen. In reeks 18 werd Bieke toch zwanger. Het kindje liet lang op zich wachten. De negen maanden waren al 5 dagen voorbij toen Bieke moeder werd van een dochtertje, Paulien, in de aflevering Een moeilijke bevalling. Op zoek naar rust in een provinciaal domein, breekt Biekes water terwijl zij en Marc met een bootje op een meer varen. Ze haastten zich naar het "Bolleke" om naar het ziekenhuis te rijden, maar de wagen viel in panne. De andere Kampioenen haastten zich met de camionette van Fernand Costermans om tijdig bij Bieke te raken. Ondertussen beviel Bieke in het "Bolleke" (groene Fiat 500).

## Uiterlijke kenmerken
- Bruin haar (in de eerste reeksen donkerbruin, tussen reeksen 16 en 18 blond haar)
- Bruine ogen
- Paardenstaart (in de eerste reeksen geen)

## Catchphrases
- "Zegt gij ook eens iets" (tegen Marc)
- Ma, nee he!! (wanneer Boma met Pascale flirt)

## Beroep
- Studerend (seizoen 1)
- Journaliste Publi-Time (seizoen 2 - seizoen 11)
- Reclamebureaus (seizoen 11 - seizoen 20)
- Eigen reclamebureau (seizoen 21)
- Reporter Hallo TV (film 3)
- Begrafenisonderneemster (film 4)

## Trivia
- Het sterrenbeeld van Bieke is Weegschaal.
- De verhaallijnen over de cruise als huwelijksreis voor Bieke en Marc werden geschreven door An Swartenbroekx zelf.
- In de intro van F.C. De Kampioenen wordt altijd een foto gemaakt van de personages. Bieke wilde deze taak voor haar rekening nemen in de intro die gebruikt werd van reeks 16 tot reeks 18. Fernand Costermans nam het fototoestel echter van haar over voor de groepsfoto.